# Aleksej Razumovskij (1748–1822)
Aleksej Kirillovitj Razumovskij (ryska: Алексей Кириллович Разумовский), född 12 september 1748 i Sankt Petersburg, död 5 april 1822 i Potjep, var en rysk greve och politiker. Han var son till Kirill Razumovskij och bror till Andrej Razumovskij. 
Razumovskij var under Alexander I:s regering undervisningsminister.